# ريم البارودي
ريم البارودي (6 أكتوبر 1978 -)، ممثلة مصرية.

## عن حياتها
بدأت مشوارها الفني بالعمل في الإعلانات ثم قدمت أول مسرحية لها وتعتبر أول دور تمثيلي لها في مسرحية (دستور يا أسيادنا)، وبعدها قامت بالعديد من الأدوار. وقد حققت نجاحاً كبيراً في هذه الأدوار، وأظهرت أنها تملك موهبة فائقة، وتتالت نجاحاتها وخاصة أن النقاد السينمائين عدوها بأنها تتقن عملها وتجسده بشكل ممتاز ومطابق للصورة التي تجسدها. بدأت مشوارها في تصوير الإعلانات في سن مبكرة حيث كانت تبلغ الخامسة عشر من عمرها، ثم انتقلت إلى التمثيل، وقامت بدور صابرين في مسلسل حدائق الشيطان ولاقت نجاحاً كبيراً، وبعد نجاحها في تجسيد شخصية صابرين من خلال مسلسل «حدائق الشيطان» انهالت عليها العروض التليفزيونية.

## أعمالها

### المسلسلات
| سنة الإنتاج | المسلسل                | بمشاركة                                                                          |
| ----------- | ---------------------- | -------------------------------------------------------------------------------- |
| 2001        | حمزة وبناته الخمسة     | بثينة رشوان,رشوان توفيق.يوسف شعبان                                               |
| 2002        | وحلقت الطيور نحو الشرق | فتحي عبد الوهاب، أحمد فؤاد سليم، خالد زكي، أحمد خليل، إبراهيم يسري، غسان مطر     |
| 2006        | حدائق الشيطان          | جمال سليمان، أحمد سلامة، صلاح عبد الله، رياض الخولي، سمية الخشاب                 |
| 2007        | قلب امرأة              | ماجد المصري، منة فضالي، أحمد خليل، عايدة رياض، إلهام شاهين                       |
| 2007        | نقطة نظام              | سامح الصريطي، أحمد راتب، عبد الرحمن أبو زهرة، صلاح السعدني، سوزان نجم الدين      |
| 2007        | أزهار                  | أحمد الدمرداش، محمد الشقنقيري، عبد الرحمن أبو زهرة، سعيد طرابيك، فادية عبد الغني |
| 2007        | الفريسة والصياد        | سلوى خطاب، أحمد راتب، ممدوح عبد العليم، صبري فواز، هبة مجدي، غادة إبراهيم        |
| 2007        | أحلامك أوامر           | رانيا يوسف، ماجد الكدواني، أحمد عزمي، صلاح عبد الله، ماجدة زكي                   |
| 2008        | أيام الرعب والحب       | إياد نصار، هنا شيحة، باسم سمرة، محمود الجندي، نهال عنبر، سوسن بدر                |
| 2008        | جدار القلب             | محمود قابيل، مصطفى فهمي، صفاء الطوخي، منة فضالي، صفاء جلال                       |
| 2009        | الباطنية               | غادة عبد الرازق، صلاح السعدني، أحمد فلوكس، محمد عبدالحافظ، أحمد صيام             |
| 2009        | الرحايا                | نور الشريف، سوسن بدر، فريدة سيف النصر، لطفي لبيب، أشرف عبد الغفور                |
| 2010        | مملكة الجبل            | عمرو سعد، محمد نجاتي، ضياء عبد الخالق، هادي الجيار، حسن كامي                     |
| 2011        | عابد كرمان             | تيم حسن، عبد الرحمن أبو زهرة، فادية عبد الغني، أحمد حلاوة، إبراهيم يسري          |
| 2011        | مسألة كرامة            | محمد الشقنقيري، يوسف فوزي، حسن يوسف، عمر حسن يوسف، أميرة هاني                    |
| 2011        | احنا الطلبة            | نجلاء بدر، أحمد فلوكس، نهى العمروسي، محمد نجاتي، أحمد الفيشاوي                   |
| 2013        | العقرب                 | لقاء الخميسي، منة فضالي، أحمد صيام، محمد لطفي، هادي الجيار                       |
| 2013        | الشك                   | رغدة، صابرين، مي عز الدين، مكسيم خليل، نضال الشافعي                              |
| 2014        | دلع بنات               | مي عز الدين، كندة علوش، محمد امام، نضال الشافعي، سناء يوسف، سمير غانم            |

### الأفلام
| سنة الإنتاج | الفيلم            | بمشاركة                                                           |
| ----------- | ----------------- | ----------------------------------------------------------------- |
| 1995        | امرأة هزت عرش مصر | عزت أبوعوف، فاروق الفيشاوي، محمود حميدة، إبراهيم يسري، جيهان فاضل |
| 2010        | الهاربتان         | سمير صبري، سميحة أيوب                                             |
| 2011        | الفيل في المنديل  | طلعت زكريا، يوسف شعبان، سعيد طرابيك، رامي وحيد، محمد السبكي       |
| 2011        | يا انا يا هوه     | نضال الشافعي، نرمين ماهر، ليلى أحمد زاهر، لطفي لبيب، رجاء الجداوي |
| 2013        | الهاربتان         | نرمين ماهر، هشام عبد الله، محمد عبد الحافظ                        |
| 2014        | سالم أبو أخته     | محمد رجب، حورية فرغلي، أيتن عامر                                  |
| 2020        | فيرس              | وفاء صادق، مها أبو عوف                                            |

## وصلات خارجية
- ريم البارودي على موقع IMDb (الإنجليزية)
- ريم البارودي على موقع الدهليز
- ريم البارودي على موقع قاعدة بيانات الأفلام العربية
- ريم البارودي على موقع قاعدة بيانات الفيلم (الإنجليزية)
- ريم البارودي نجمة شابة تألقت في خمسة أعمال رمضانية موقع جريدة الرياض